# George Horine
George Horine (Escondido, 3 de febrero de 1890-Modesto, 28 de noviembre de 1948) fue un atleta estadounidense, especialista en la prueba de salto de altura en la que llegó a ser medallista de bronce olímpico en 1912 y el primer plusmarquista mundial con un salto de 2.00 metros realizado el 18 de mayo de 1912.

## Carrera deportiva
En los JJ. OO. de Estocolmo 1912 ganó la medalla de bronce en el salto de altura, saltando por encima de 1.89 metros, siendo superado por su compatriota Alma Richards (oro con 1.93 metros) y por el alemán Hans Liesche (plata con 1.91 metros).